# The Designers Republic
The Designers Republic, anche conosciuto con l'acronimo tDR, era uno studio grafico con sede a Sheffield, in Inghilterra. Secondo le intenzioni dei suoi artisti, le opere del Designers Republic gettano una luce critica sull'establishment e sul consumismo. Durante la sua carriera, lo studio creò le copertine di molti album di musica elettronica, loghi, marchi e altre immagini commerciali anche per grandi multinazionali.

## Storia
Nel 1986 Ian Anderson fondò The Designers Republic con l'intenzione di creare i volantini del suo gruppo musicale Person to Person. Originariamente, le opere dello studio erano ispirate al costruttivismo russo. Poco più tardi Anderson iniziò una collaborazione con Nick Phillips, scultore e organista dei World of Twist. I due crearono un'identità visiva per l'etichetta Fon Records e la copertina dell'album 10 Days in an Elevator (1986) di Chakk. Grazie ai loro primi guadagni, i due artisti poterono finanziare la costruzione di uno studio nell'ex sala riunioni di un'attività ingegneristica.
Fra le prime creazioni del Designers Republic vi furono le copertine dei dischi degli Age of Chance, fra cui quella del 12 giri Don't Get Mad ... Get Even! (The New York Remixes) (1986), che, nel 2001, verrà selezionata  per entrare a far parte delle "100 migliori copertine musicali di tutti i tempi" secondo Q. Più tardi, il Designers Republic realizzò le vesti grafiche delle pubblicazioni di Krush e dei Pop Will Eat Itself. Per questi ultimi realizzò anche un'immagine ispirata al logo della Pepsi Cola.
Negli anni 1990, The Designers Republic fondò la falsa società "Pho-Ku" per esprimere il suo dissenso verso l'identità consumistica guidata dalle imprese. Nel 1994, la rivista Emigre dedicò un intero numero al Designers Republic. Una copia di quel volume è conservata al MoMA di New York. Inoltre, il Designers Republic iniziò una collaborazione con la Warp Records, creò le cover per Aphex Twin, Nine Inch Nails e Pulp e ricevette delle commissioni da parte di compagnie come Sony, Coca Cola, Pringles e Nickelodeon.
Il 20 gennaio 2009, dopo 23 anni di attività, il tDR andò in liquidazione volontaria. Tuttavia, lo stesso Anderson lasciò intendere che lo studio sarebbe ritornato a operare.